# Minō
Minō (箕面市, Minō-shi), sovint romanitzada com a Minoo o Minoh és una ciutat i municipi de la prefectura d'Osaka, regió de Kansai, al Japó.
El municipi es troba al nord de la prefectura d'Osaka, limitant al nord amb el municipi de Toyono, el qual es troba dins del districte de Toyono.
Aquí es troba el temple budista de Katsuō-ji.

## Política

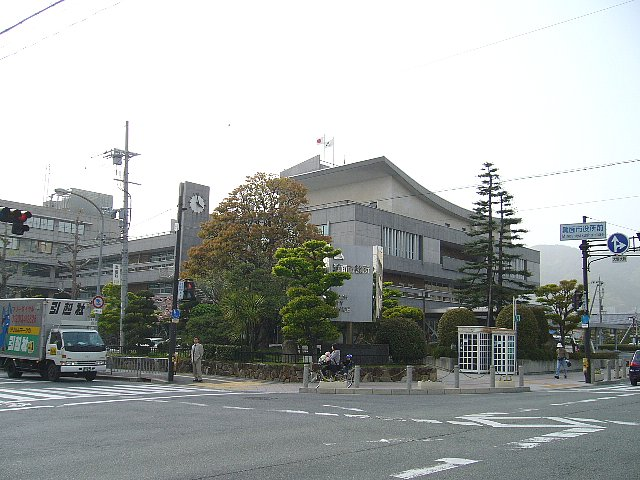
Edifici de l'ajuntament de Minoh

### Assemblea municipal
La composició del ple municipal de Minoh és la següent:
| Partit | Partit                               | Partit | Regidors |
| ------ | ------------------------------------ | ------ | -------- |
|        | Associació de la Restauració d'Osaka | OIK    | 6 / 23   |
|        | Partit Liberal Democràtic            | PLD    | 5 / 23   |
|        | Kōmeitō                              | KMT    | 3 / 23   |
|        | Partit Comunista del Japó            | PCJ    | 3 / 23   |
|        | Independents                         |        | 6 / 23   |
|        | Escons vacants                       |        | 0 / 23   |

### Alcaldes
En aquesta taula només es reflecteixen els alcaldes democràtics, és a dir, des de l'any 1947.
| Període   | Alcalde               | Partit |
| --------- | --------------------- | ------ |
| 1956-1965 | Yoshitaka Wakabayashi | Ind    |
| 1965-1973 | Nobuo Kuroyama        | Ind.   |
| 1973-1993 | Takei Nakai           | Ind.   |
| 1993-2000 | Takashi Hashimoto     | Ind.   |
| 2000-2004 | Isao Kajita           | Ind.   |
| 2004-2008 | Junichi Fujisawa      | Ind.   |
| 2008-2020 | Tetsurō Kurata        | Ind.   |
| 2020-2024 | Kazuhiko Ueshima      |        |
| 2024-     | Ryō Harada            |        |